# Macierz transponowana
Macierz transponowana, macierz przestawiona macierzy {\displaystyle A} – macierz {\displaystyle A^{\mathrm {T} },} która powstaje z danej macierzy (w ogólności prostokątnej, w szczególności jednowierszowej czy o jednej kolumnie) poprzez zamianę jej wierszy na kolumny i kolumn na wiersze. Operację tworzenia macierzy transponowanej nazywa się transpozycją (przestawianiem).
Jeżeli macierz {\displaystyle A} ma wyrazy {\displaystyle a_{ij}} (element {\displaystyle a_{ij}} macierzy znajdujący się na przecięciu {\displaystyle i}-tego wiersza i {\displaystyle j}-tej kolumny), a macierz transponowana {\displaystyle A^{\mathrm {T} }} ma wyrazy {\displaystyle a_{ij}^{\mathrm {T} },} to zachodzi związek
{\displaystyle a_{ij}^{\mathrm {T} }=a_{ji}.}

## Przykład
(1) Transponować można macierz w ogólności prostokątną, np. gdy
{\displaystyle A={\begin{bmatrix}2&3&1&4\\-1&2&0&1\\2&2&0&1\end{bmatrix}}}
to macierz transponowana ma postać:
{\displaystyle A^{\mathrm {T} }={\begin{bmatrix}2&-1&2\\3&2&2\\1&0&0\\4&1&1\end{bmatrix}}.}
(2) W szczególności wektor kolumnowy przechodzi w wektor wierszowy, np. gdy
{\displaystyle A={\begin{bmatrix}2\\1\\5\end{bmatrix}},}
to
{\displaystyle A^{\mathrm {T} }={\begin{bmatrix}2,1,5\end{bmatrix}}.}

## Transpozycja macierzy symetrycznej
Macierz symetryczna – macierz ta ma identyczne wyrazy leżące symetrycznie względem swojej przekątnej głównej, np.
{\displaystyle {\begin{bmatrix}7&0\\0&0\end{bmatrix}},\quad {\begin{bmatrix}2&1&3\\1&6&7\\3&7&9\end{bmatrix}}.}
Transpozycja macierzy symetrycznej jest równa tej macierzy, tj.
{\displaystyle A^{\mathrm {T} }=A.}

## Własności operacji transponowania
Tw. 1. Niech {\displaystyle A,B\in M_{n\times m}(K),} wówczas:
- {\displaystyle (A^{\mathrm {T} })^{\mathrm {T} }=A}[4],
- {\displaystyle (\alpha A)^{\mathrm {T} }=\alpha A^{\mathrm {T} },\quad \alpha \in K,}
- {\displaystyle (A+B)^{\mathrm {T} }=A^{\mathrm {T} }+B^{\mathrm {T} }.}

Tw. 2. Jeśli {\displaystyle A\in M_{n\times m}(K),\ \ B\in M_{m\times o}(K),} to:
- {\displaystyle (AB)^{\mathrm {T} }=B^{\mathrm {T} }A^{\mathrm {T} }.}

Tw. 3. Dla macierzy kwadratowej: Transpozycja nie zmienia wyznacznika ani śladu macierzy, tj.
- {\displaystyle \det A^{\mathrm {T} }=\det A,}
- {\displaystyle \operatorname {tr} (A^{\mathrm {T} })=\operatorname {tr} (A).}